# Erkka Filander
Erkka Filander (ur. 1993) – fiński poeta. 
Wydał tomiki Heräämisen valkea myrsky (2013) i Torso (2016).  Inspirował się poezją Johna Keatsa, Percy’ego Bysshe Shelleya, Dylana Thomasa, Rainera Marii Rilkego i Arthura Rimbauda. Otrzymał nagrodę Helsingin Sanomat. Został nominowany do Nagrody Europejski Poeta Wolności.
Tomik Biała burza przebudzenia ukazał się w 2018 w przekładzie polskim Katarzyny Szal.